# 宿毛新港インターチェンジ
宿毛新港インターチェンジ（すくもしんこうインターチェンジ）は、高知県宿毛市樺に建設が予定されている宿毛内海道路のインターチェンジ。

## 接続する道路
- 国道56号

## 隣
E56 宿毛内海道路（事業中）
宿毛和田IC - 宿毛新港IC - 一本松IC